# 庇护所
《庇护所》是由Unicube开发的末日后生存游戏。Team17于2016年3月17日在Linux，Microsoft Windows，OS X，PlayStation Portable，Xbox One，Android，iOS和Nintendo Wii U平台上发行了该游戏。玩家在游戏中控制一个在核战争中幸存下来的躲在地下避难所中的家庭。

## 游戏内容
玩家引导游戏中的家庭度过各种威胁，例如饥饿，辐射中毒和脱水。

## 发布
在Kickstarter众筹活动中，该游戏达成了其15,000英镑的筹款目标。随后，Team17宣布将发布该游戏。

## 评价
在Metacritic上，游戏Windows版本的总得分为62/100，在Xbox One上的总得分为69/100，在PlayStation 4 上的总得分为70/100。Sam Loveridge在Digital Spy上将这款游戏与《这是我的战争》进行了比较，并将其评为5/5星。Hardcore Gamer记者Kyle LeClair将游戏评为评为3.5/5星，并称其为“有趣而富挑战性的游戏”，但它在生存游戏中未能脱颖而出。